# Tyrese Gibson
Tyrese Darnell Gibson (Watts, Los Angeles, 30 de desembre del 1978) és un actor i cantant de R&B i rap estatunidenc. Va començar el seu debut als cinemes el 2001.

## Biografia
Gibson va nàixer a Watts, un barri de Los Angeles on va seguir els seus estudis a l'escola de Locke.
La seva carrera va començar quan va ser observat en un espectacle de talents, a l'edat de catorze anys.
L'any 1997 apareix en un anunci de Coca-Cola on canta en un autobús.
El seu primer àlbum musical va convertir-se en disc de platí i el seu segon àlbum, 2000 Watts, es va inspirat en una organització d'ajuda per als joves en dificultat que va descobrir.
El març de 2010, apareix al videoclip de la cançó Telephone interpretada per Lady Gaga i Beyoncé.
A l'octubre de 2011, treu el seu 5è àlbum Open Invitation. El primer single és I gotta chick amb Rick Ross. Surt a Stay on es pot veure Taraji P. Henson (la seva companya a Baby Boy) Els títols Too Easy ft. Ludacris i Nothing on You segueixen a continuació.

### Carrera cinematogràfica
Gibson va rebre el paper que estava destinat a Tupac Shakur al film Baby Boy estrenat l'any 2001; el film va tenir èxit i va aparèixer al box-office.
Els anys següents, Gibson va aparèixer en cinc Fast and Furious (Fast and Furious 2, 5, 6, 7 i 8) (2003, amb Paul Walker amb qui ha format equip durant tot el film), així com a El vol del Fènix (2004), Waist Deep (al costat de Larenz Tate i The Game) (2005), Four Brothers (2005) i Annapolis l'any 2006.
Ha fet igualment aparició al clip Love de Keyshia Cole així com al clip Entorurage d'Omarion. Ha rodat també a Cursa a la mort amb Jason Statham i Natalie Martinez, i Transformers, Transformers: Revenge of the Fallen, Transformers 2: la Revenja i Transformers 3 al costat de Shia LaBeouf, Megan Fox i Josh Duhamel sota la direcció de Michael Bay.

## Filmografia
- Baby Boy (2001)
- 2 Fast 2 Furious (2003)
- El vol del Fènix (Flight of the Phoenix) (2004)
- Four Brothers (2005)
- Annapolis (2005)
- Segrest armat (2006)
- Transformers (2007)
- Transformers: Dark of the Moon (2011)
- Fast Five (2011)
- Fast & Furious 6 (2013)
- Black Nativity (2013)
- Furious 7 (2015)
- Hollywood Adventures (2015)
- Ride Along 2 (2016)
- The Fate of the Furious (2017)
- Fast & Furious 9 (2021)
- Dangerous (2021)
- The Christmas Chronicles 2 (2021)